# Пестржецкий, Михаил Илариевич
Михаил Илариевич (Илларионович) Пестржецкий (1869—1941) — генерал-майор Генерального штаба, общественный деятель.

## Биография
Родился 10 мая 1869 года. Из дворян Кременчугского уезда Полтавской губернии.
Среднее образование получил в реальном училище Гуревича.
Вступил в службу 1 сентября 1887 года юнкером. Окончил Николаевское инженерное училище (18 марта 1888; по 1-му разряду); был выпущен в гренадерский саперный батальон, затем служил в 11-м сапёрном батальоне; поручик (30 августа 1892). После окончания Николаевской академии Генерального штаба (1896; по 1-му разряду) состоял штабс-капитаном в Виленском военном округе. Переведён в Генеральный штаб 4 февраля 1897 года — старшим адъютантом штаба 29-й пехотной дивизии (04.02.1897 — 27.11.1899). Произведён в капитаны 5 апреля 1898 года; затем, с 27 сентября 1899 года — обер-офицер для особых поручений при штабе 18-го армейского корпуса (27.11.1899 — 04.12.1901); с 21 октября 1900 года командовал ротой в лейб-гвардии егерском полку. Столоначальник Главного штаба (04.12.1901 — 11.11.1904). Состоял в отделе по передвижениям войск: Козлово-Владикавказского района (11.11.1904 — 11.07.1905); Московско-Архангельского района (11.07.1905 — 08.11.1907). С 6 декабря 1905 года — полковник. Начальник отделения Главного управления Генерального штаба (08.11.1907 — 17.05.1911): с 12 ноября 1907 года — начальник III отделения Управления военных сообщений Главного управления.
17 мая 1911 года назначен командиром 12-го гренадерского Астраханского полка. В 1914 году возглавлял полк в тяжёлых боях 13-14 августа — у Замостье-Плоске-Завады, 17-18 августа — у Красностава и последующих действиях в ходе Галицийской битвы. После отрешения от должности генерала Д. П. Кадомского командовал, с 25 ноября, 2-й бригадой 3-й гренадерской дивизии (оставаясь командиром Астраханского полка). В феврале 1915 года был тяжело ранен — в правую ногу с раздроблением кости. За отличие произведён 3 марта 1915 года в генерал-майоры; 19 апреля по болезни отчислен в резерв чинов Киевского военного округа; 1 июня награждён Георгиевским оружием.
В 1915—1917 годах — дежурный генерал штаба 11-й армии Юго-Западного фронта; с 20 марта 1917 года — начальник штаба 17-го армейского корпуса; с 30 апреля — командующий 157-й пехотной дивизией. Уволен «от службы за болезнью» приказом № 50 от 23 августа 1918 года.
Служил в Вооружённых силах Юга России (под началом генерала Тихменева — начальника военных сообщений). В 1920 году оказался в Крыму, откуда эвакуировался в Константинополь. Позже переехал во Францию (в Ниццу), где и умер 20 декабря 1941 года.
Почётный член Общества русских гренадеров за рубежом. Выступал с воспоминаниями в Обществе астраханских гренадеров о мировой войне, делал сообщения о России (в том числе о российских железных дорогах) в Кружке по изучению русской культуры. Сотрудничал в Кружке ревнителей русского прошлого в Ницце, выступал с докладами об истории и практике русского железнодорожного строительства.
Автор книги: Воспоминания командира 12-го гренадерского Астраханского императора Александра III полка. — М.: Дом Русского Зарубежья им. Александра Солженицына, 2011. — 364 с. — ISBN 978-5-98854-042-7.

## Награды
- орден Св. Станислава 3-й ст. (июль 1898);
- орден Св. Анны 3-й ст. (5 декабря 1904);
- Орден Св. Станислава 2-й ст. (6 декабря 1906);
- Орден Св. Анны 2-й ст. (декабрь 1909);
- орден Благородной Бухары 2-й ст. (5 мая 1910);
- орден Св. Владимира 4-й ст. (2 июля 1912);
- орден Почётного легиона (8 июля 1914)
- Орден Св. Владимира 3-й ст. с мечами (декабрь 1914);
- Орден Св. Станислава 1-й ст.
- Орден Св. Анны 1-й ст.
- Георгиевское оружие (01.06.1915).

## Семья
Дед: Леонтий Дмитриевич Пестржецкий;
Отец: Илларион Леонтьевич Пестржецкий — автор трудов: Сельскохозяйственное счетоводство. — СПб.: тип. В. Безобразова и К, 1864; О недугах хозяйства и строя жизни сельских обывателей. — СПб.,1894
Брат: Пестржецкий, Дмитрий Илларионович (1866—1922, Берлин) — тайный советник, сенатор, профессор, преподаватель статистики в Императорском училище правоведения, член совета министра внутренних дел; автор исследования: Опыт аграрной реформы //Вестник финансов, промышленности и торговли. — 1905. — № 43.
Жена: Софья Васильевна, урождённая Афанасьева
Сын: Василий (09.10.1905—?)
Сын: Георгий (31.05.1910—13.08.1979, Франция)
М. И. Пестржецкий имел собственный дом в Москве: Садовая-Кудринская , № 19.